# 馬の背
馬の背（うまのせ）とは兵庫県神戸市須磨区に存在する名勝。横尾山から東山に続く須磨アルプスと呼ばれる山筋のうち横尾山東方の尾根をいう。神戸槍とも呼ばれている。

## 概要
須磨アルプスと呼ばれる山々は花崗岩で形成され、特に「馬の背」では風化した花崗岩の険しい崖となって特有の景観となっている。六甲全山縦走コースの中でも特に渋滞することで知られている場所である。当地にはそこが馬の背であるということを示す標注が設置されている。中には人ひとりがようやく歩けるくらいの幅しかないところもある。
2018年のNTT西日本のCMにはイチローが出演し、これには馬の背を駆け抜けるという場面も存在していた。